# Sándor Éva (tanár)
Sándor Éva  (Budapest, 1947. január 25.) művészetpedagógus és művészetpszichológus.
Kutatási területei voltak: képzőművészeti pedagógia, képzőművészeti terápia.

## Könyvek
- Rajztanítás a kisegítő iskolában; Tankönyvkiadó, Budapest, 1978
- Képanyag a siketek általános iskolája számára. Előkészítő 2. osztály; Országos Pedagógiai Intézet, Budapest, 1980
- Tér, szín és forma tanítása a kisegítő iskola alsó tagozatán. Útmutató a kisegítő iskola nevelési és oktatási terve Rajz tantárgy 1-4. osztályos tantervi anyagához; OPI, Budapest, 1981 (Gyógypedagógiai továbbképzés könyvtára)
- Tér, szín és forma tanítása a kisegítő iskola felső tagozatán. Útmutató a kisegítő iskola nevelési és oktatási terve rajz tantárgy 5-8. osztályos tantervi anyagához; OPI, Budapest, 1986 (Gyógypedagógiai továbbképzés könyvtára)
- Rajz kézikönyv az általános iskola 1-8. osztálya számára, gyógypedagógusoknak; Tankönyvkiadó, Budapest, 1990
- Apostol Éva–Sándor Éva: Gyöngyből, textilből, agyagból, papírból... Feladatgyűjtemény, 1-2.; Szent Gellért Egyházi Kiadó, Szeged, 1993
- Sándor Éva–Horváth Péter: Képzőművészeti pedagógiai terápia; ELTE Bárczi Gusztáv Gyógypedagógiai Főiskolai Kar, Budapest, 1995
- "Az én házam és a te házad". Képzőművészeti pedagógiai terápia; szerk. Sándor Éva; ELTE Bárczi Gusztáv Gyógypedagógiai Főiskolai Kar, Budapest, 2003
- Közelebb Jézus Krisztushoz. Evangélikus hittankönyv 14-16 évesek számára; Luther, Budapest, 2003
- Sándor Éva–Sólyom Anikó: Közelebb az úton. Evangélikus hittankönyv 14-16 évesek számára; Luther, Budapest, 2004
- Sándor Éva–Sólyom Anikó: Közelebb az úton. Tanári kézikönyv; Luther, Budapest, 2004
- Közelebb Jézus Krisztushoz. Tanári kézikönyv; Luther, Budapest, 2004
- Sándor Éva–Pankovics Ágnes: Rajz és kézművesség az általános iskola 7. osztálya számára; Nemzeti Tankönyvkiadó, Budapest, 2004
- Sándor Éva–Pankovics Ágnes: Rajz és kézművesség az általános iskola 8. osztálya számára; Nemzeti Tankönyvkiadó, Budapest, 2005
- Fejlesztés művészettel; ELTE Bárczi Gusztáv Gyógypedagógiai Főiskolai Kar, Budapest, 2006